# Giuseppe Fietta

Giuseppe Fietta (Ivrea, 6 november 1883 – aldaar, 1 oktober 1960) was een Italiaans geestelijke en kardinaal van de Katholieke Kerk. 
Fietta studeerde aan het Gregorianum in Rome en werd op 4 november 1906 priester gewijd. Hij werd hierop particulier secretaris van de bisschop van Alghero, Oristano en Cagliari. In 1920 verleende paus Benedictus XV hem de eretitel van huisprelaat. 
Op 30 maart 1926 benoemde paus Pius XI Fietta tot titulair aartsbisschop van Sardica en tot apostolisch internuntius voor Centraal-Amerika. Een paar maanden later kreeg hij de titel nuntius. In 1930 werd hij benoemd tot nuntius voor Haïti en de Dominicaanse Republiek. In 1936 werd hij nuntius in Argentinië, waar hij zou blijven tot hij in 1953 werd benoemd tot nuntius voor Italië. In 1944 had paus Pius XII hem willen benoemen tot nuntius in Parijs, als opvolger van Valerio Valeri. Maar Fietta deed een beroep op gezondheidsredenen om af te kunnen zien van deze benoeming. Hierop benoemde Pius XII in zijn plaats Angelo Roncali, de latere paus Johannes XXIII, tot nieuwe nuntius in Frankrijk.
Fietta was een hartstochtelijk beoefenaar van het balspel bocce.

## Bron
- Bijdrage over Fietta op The Cardinals of the Holy Roman Church, met foto[dode link]